# Graziolo Bambaglioli
Graziolo Bambaglioli (Bologna, 1291 – 1342) è stato uno scrittore italiano.

## Biografia
Cancelliere di Bologna dal 1321 al 1324, fu esiliato a Napoli nel 1334 per motivi politici. È noto per aver redatto un commento in latino all'Inferno di Dante Alighieri (1324).
Nel suo commento Graziolo (Bonagrazia al fonte battesimale) rivela notevole erudizione scolastica e teologica, non trascurando l'interpretazione letterale e anche, qua e là,  opportuni ragguagli storici. Si coglie per altro qualche scompenso da canto a canto: si direbbe che il cancelliere non sia capace di tenere sempre lo stesso ritmo. Un momento deludente, per esempio, è nel canto V, dove salta a pie' pari l'episodio di Francesca e Paolo, chiosando "Amor ch'al cor gentil ratto s'apprende" con un demoralizzante e secco "verba patent" ("qui le parole sono chiare") che addirittura chiude il canto. Va però detto, a onor del vero, che simili insensibilità troviamo in parecchi altri commentatori della prima ora, tesi al dottrinale-allegorico e sordi al poetico. Perfino Benvenuto, per restare in tema, non capirà Francesca, addirittura chiamandola "meretrix" e "mulier luxuriosa".
Quello che in ogni caso traspare dall'opera di Graziolo è una forte simpatia, un quasi apologetico entusiasmo, per l'uomo Dante. Non poco, in un momento in cui molti ambienti erano avversi alla Commedia, a cominciare dai domenicani. Fa parte dell'insopprimibile ironia della vita il fatto che un libello irosamente critico nei confronti del credo politico di Dante (il De reprobatione Monarchiae, composto da frate Guido Vernani da Rimini) venga dedicato dall'autore proprio al guelfo Graziolo de' Bambaglioli, con una melliflua esortazione a pentirsi del suo amore verso il Poeta fiorentino.